# 水堡乡
水堡乡，是中华人民共和国山東省菏泽市郓城县下辖的一个乡镇级行政单位。

## 行政区划
水堡乡下辖以下地区：
水堡村、新复街村、刘集村、王庄村、赵垓村、丁楼村、杜楼村、马楼村、崔庄村、顺河楼村、赵北村、赵东南村、赵西南村、赵新村、李庄村、华庄村、张庄村、马庄村、张肖垓村、孔河涯村、陈楼村、殷庙村、王楼村、后屯村、魏坝村、朱河湾村和闫堂村。